# Langue des signes maritime
La langue des signes maritime (en anglais : Maritime Sign Language, MSL), est la langue des signes utilisée par les personnes sourdes âgées et leurs proches dans les provinces maritimes du Canada. Elle est distincte des langues des signes américaine et québécoise utilisées dans le reste du pays.

## Caractéristiques
La MSL est liée à la langue des signes britannique (BSL) mais emprunte aussi des signes au lexique de la langue des signes américaine (ASL).

## Utilisation
Bien que la majorité de la population sourde du Canada utilise actuellement la langue des signes américaine (ASL), une centaine de personnes âgées sourdes continuent d'utiliser la MSL. Pourtant, cette langue des signes est moribonde et n'a aucun espoir de renouveau ou de survie. Elle disparaîtra avec ses derniers locuteurs.